# Abagaitu
L'île Abagaitu (chinois simplifié : 阿巴 该 图 洲渚 ; chinois traditionnel : 阿巴 該 圖 洲渚 ; pinyin : Ābāgāitú Zhōuzhǔ ; en russe : Большой остров, Bolchoï Ostrov) est une île de la rivière Argoun divisée entre la république populaire de Chine (région autonome de Mongolie intérieure) et la Russie (oblast de Tchita). Sa superficie est de 58 km².

## Géographie
L'île Abagaitu est une île fluviale située dans une vaste zone marécageuse, entre la branche principale de la rivière Argoun au sud et une branche secondaire rejoignant une rivière alimentée par un défluent de l'Argoun plus en amont et l'émissaire du vaste lac Hulun (alimenté par le Kerülen et l'Orshuun). La rivière nord, devenue une branche de l'Argoun, se divise en deux branches principales et plusieurs branches secondaires, avec de multiples méandres et bras-morts. L'île Abagaitu est ainsi composée de plusieurs îles.
La frontière entre la Russie et la Chine coupe l'île Abagaitu selon un axe nord-sud légèrement orienté vers l'est, la section occidentale en Russie et la section orientale en Chine. La frontière suit le cours principal de l'Argoun sur la section occidentale, elle suit une branche secondaire de l'Argoun coulant au nord du cours principal sur la section orientale. La plus grande partie de l'île se trouve en Chine. En aval de l'île Abagaitu, à la réunion de la branche secondaire au cours principal, la frontière suit grosso modo le cours principal de l'Argoun sur un secteur qui fut litigieux jusqu'à l'accord complémentaire entre la république populaire de Chine et la fédération de Russie sur la partie orientale de la frontière sino-russe de 2004.
La section russe de l'île Abagaitu fait partie de l'oblast de Tchita au sein du district fédéral extrême-oriental. La section chinoise fait partie de la bannière gauche du Nouveau Barag dans la région autonome de Mongolie intérieure.

## Histoire
L'île Abagaitu a été occupée par l'Union soviétique lors du conflit sino-soviétique de 1929, une décision non acceptée par la Chine, entraînant un différend frontalier qui a duré plus de 70 ans.
Le 14 octobre 2004, l'accord complémentaire entre la république populaire de Chine et la fédération de Russie sur la partie orientale de la frontière sino-russe a été signé, dans lequel la Russie a accepté de renoncer au contrôle d'une partie de l'île Abagaitu.

### Accord entre la Russie et la république populaire de Chine
En 2005, la Douma russe et le Congrès populaire national chinois ont approuvé l'accord.

### Controverse
Certains commentateurs chinois, en particulier les médias à Hong Kong, à Taiwan et à l'étranger qui échappent au contrôle de la censure du gouvernement de la RPC, ont critiqué le gouvernement de la RPC pour avoir signé l'accord, qu'ils considéraient comme scellant comme définitive la perte de l'ancien territoire chinois, comme la Mandchourie extérieure, en Russie.
Le gouvernement de la république de Chine à Taïwan n'a jamais reconnu les traités frontaliers signés par la RPC avec d'autres pays.